# Kaspar von Niedbruck
Kaspar von Niedbruck (* um 1525 in Bolchen; † 26. September 1557 in Brüssel) war Diplomat im Dienst von Ferdinand I. und Maximilian II. sowie reformatorisch gesinnter Humanist.

## Frühe Jahre
Er stammte aus der lothringischen Adelsfamilie von Niedbruck und war ein Sohn des kaiserlichen Feldhauptmanns Johann Marschall von Niedbruck und der Margarethe von Seulheim. Er war ein Neffe von Johann Bruno von Niedbruck. Ein jüngerer Bruder war Nicolaus von Niedbruck.
Seine Eltern hatten Kaspar für den Staatsdienst vorgesehen und er erhielt eine hervorragende humanistische und juristische Ausbildung an unterschiedlichen deutschen und ausländischen Universitäten. Um das Jahr 1539 hörte er in Straßburg bei Calvin, er studierte 1544 in Orléans, 1546 in Erfurt und Wittenberg. Dort war er ein Schüler Philipp Melanchthons und hörte auch bei Matthias Flacius. Zuletzt studierte er 1547 in Padua und Bologna. Dort hat er vermutlich auch den Titel eines Doktors der Rechte erworben. Neben dem Lateinischen und Griechischen beherrschte er zahlreiche lebende Sprachen. Französisch beherrschte er ebenso gut wie Deutsch. Daneben sprach er Italienisch und – wenn auch nicht perfekt – Spanisch.

## Diplomat
Im Jahr 1550 war er auf dem Reichstag in Augsburg anwesend. Obwohl er Protestant war, trat er in die Dienste der Habsburger. Dabei hat er seine konfessionelle Zugehörigkeit zunächst verschleiert. Niedbruck wurde Rat und Bibliothekar von Maximilian, Sohn Ferdinands I. und späterer Kaiser. Dieser war zu dieser Zeit König von Böhmen und war aus Spanien zurückgekehrt. Über die ersten Jahre im Dienst Maximilians ist wenig bekannt. Er scheint für Ferdinand eine Rolle beim Zustandekommen und der Absicherung des Passauer Vertrages gespielt haben. Im Jahr 1553 hat ihn Ferdinand auch zu seinem Rat ernannt. Danach stand er sowohl im Dienst des Vaters wie auch des Sohnes.
Er diente unter anderem als Diplomat und verhandelte mit verschiedenen deutschen Fürstenhöfen im Zusammenhang mit dem Landfriedensbruch des Albrecht Alcibiades von Brandenburg-Kulmbach. Zur Vorbereitung des Augsburger Reichstages diente er 1554/1555 erneut als Gesandter. Auch auf dem Reichstag selbst, der zum Augsburger Religionsfrieden führte, spielte er eine Rolle. Da Maximilian in Wien bleiben musste, hat Niedbruck in Augsburg in seinem Sinn etwa in Verhandlungen mit den protestantischen Fürsten agiert. Die Berichte, die er nach Wien schickte, sind eine wichtige Quelle für das Zustandekommen des Augsburger Religionsfriedens. Nach dem Ende des Reichstages kehrte Niedbruck nach Wien zurück.
Im Jahr 1556 wurde er zu den protestantischen Fürsten entsandt und bat diese vergeblich um Unterstützung für den zum Protestantismus neigenden Maximilian bei dessen Auseinandersetzungen mit Karl V. und Philipp II. Auf dieser Reise traf er auch mit führenden protestantischen Theologen wie Melanchthon zusammen. Im selben Jahr begleitete er Maximilian zum Reichstag nach Regensburg. Im Jahr 1557 nach Ende des Reichstages kehrte er nach Wien zurück. Er diente danach unter anderem Ferdinand auf einer Gesandtschaftsreise in die Niederlande, um mit Philipp II. über den Krieg gegen Frankreich zu verhandeln. Er starb noch während der Reise in Brüssel. Der plötzliche Tod des jungen Mannes führte zu Gerüchten einer Vergiftung.

## Gelehrter
Er nutzte die diplomatischen Aufträge zu Studien und Forschungen. Bei der Gesandtschaftsreise von 1554 besuchte er zahlreiche Bibliotheken. In Köln erwarb er für die Hofbibliothek in Wien den Codex epistolaris Carolinus (Cod. 449) und Briefe des Bonifacius (Cod. 751). Hinsichtlich verschiedener Kodices und im Hinblick auf die damals geplanten Magdeburger Centurien führte Niedbruck Mitte der 1550er Jahre einen regen Briefwechsel. Er regte auch den Erwerb byzantinischer Handschriften an. Weitere Handschriften kamen mit seiner Bibliothek nach seinem Tod an die Hofbibliothek.
Er trat aber insbesondere als Förderer der ersten protestantischen Kirchengeschichte, der Magdeburger Centurien, hervor und stand im ständigen Kontakt mit Flacius und seinen Mitarbeitern. Neben finanzieller Förderung hat Niedbruck die Arbeiten durch das Beisteuern von Literatur unterstützt. Auch korrespondierte er für das Projekt mit zahlreichen ausländischen Bibliotheken und vermittelte den Kontakt von Gelehrten mit der Magdeburger Gruppe. So ist beispielsweise ein reger Briefwechsel zwischen Niedbruck und dem mit ihm befreundeten, auf diesem Gebiet hervorragenden Georg Tanner überliefert, den Niedbruck auch gerne in der Redaktion der Centurien gesehen hätte. Auch jenseits des Magdeburger Projekts stand er im engen Kontakt mit den führenden Theologen in Wittenberg und zahlreichen anderen Gelehrten.
Er selbst verfasste mehrere juristische und philologische Schriften. Neben sieben erhaltenen sind andere verloren gegangen.